# Municipio de Osnabrock
El municipio de Osnabrock (en inglés: Osnabrock Township) es un municipio ubicado en el condado de Cavalier en el estado estadounidense de Dakota del Norte. En el año 2010 tenía una población de 36 habitantes y una densidad poblacional de 0,39 personas por km².

## Geografía
El municipio de Osnabrock se encuentra ubicado en las coordenadas 48°35′39″N 98°14′31″O / 48.59417, -98.24194. Según la Oficina del Censo de los Estados Unidos, el municipio tiene una superficie total de 93.09 km², de la cual 91,96 km² corresponden a tierra firme y (1,22 %) 1,14 km² es agua.

## Demografía
Según el censo de 2010, había 36 personas residiendo en el municipio de Osnabrock. La densidad de población era de 0,39 hab./km². De los 36 habitantes, el municipio de Osnabrock estaba compuesto por el 100 % blancos. Del total de la población el 0 % eran hispanos o latinos de cualquier raza.